# ウィリアム・J・マーフィー
ウィリアム・J・マーフィー（1916年– 1939年9月4日）は、第二次世界大戦中ドイツに対する攻撃において撃墜され死亡した最初のイギリス空軍（RAF）パイロット。
マーフィーはアイルランドのコーク県ミッチェルズタウン（Mitchelstown）でウィリアム・ジョセフ・マーフィーとキャサリン・C・マーフィーとの間にに生まれたという。

## 第二次世界大戦における戦闘と死
マーフィーは、第二次世界大戦開戦直後の1939年9月4日にドイツのニーダーザクセン州にあるヴィルヘルムスハーフェン港でのナチス・ドイツ軍の戦艦との最初の爆撃に、RAF第107飛行隊の一部であるブリストルブレニム爆撃機N6188OMのパイロットとして参加した。なお、同日の戦闘に参加した別機体に搭乗していたのはラリー・スラッタリー（Larry Slattery）であり、サーレス（ティペラリー県にある町の名前）にて第二次世界大戦の最初の捕虜・また最長期間捕虜となったものの、G・F・ブースなどと一緒に生き残った人物として知られている。
第107飛行隊と第110飛行隊の15機のブレナム中爆撃機がドイツ艦を攻撃する任務を遂行した。しかし数機は目標となる戦艦を見つけられず、基地に戻ることとなった。この時に第107飛行隊の残りの5機のうち、4機がヴィルヘルムスハーフェン上空で撃墜された。マーフィーは2人の仲間の乗組員、軍曹L・R・ワード（L R Ward）とE・パテマム（E Patemam）と共に死亡した。
マーフィーはドイツのセージ戦争墓地（Sage）に埋葬された。